# Gabaldon (Nueva Ecija)
Gabaldon is een gemeente in de Filipijnse provincie Nueva Ecija op het eiland Luzon. Bij de laatste census in 2007 had de gemeente bijna 30 duizend inwoners.

## Geografie

### Bestuurlijke indeling
Gabaldon is onderverdeeld in de volgende 16 barangays:
| - Bagong Sikat - Bagting - Bantug - Bitulok - Bugnan - Calabasa - Camachile - Cuyapa | - Ligaya - Macasandal - Malinao - Pantoc - Pinamalisan - Sawmill - South Poblacion - Tagumpay |

## Demografie
Gabaldon had bij de census van 2007 een inwoneraantal van 29.619 mensen. Dit zijn 1.295 mensen (4,6%) meer dan bij de vorige census van 2000. De gemiddelde jaarlijkse groei komt daarmee uit op 0,62%, hetgeen lager is dan het landelijk jaarlijks gemiddelde over deze periode (2,04%). Vergeleken met de census van 1995 is het aantal mensen met 3.869 (15,0%) toegenomen.

De bevolkingsdichtheid van Gabaldon was ten tijde van de laatste census, met 29.619 inwoners op 242,88 km², 106 mensen per km².